# 拉森海峽
拉森海峽（瑞典語：Larsen Channel），是南極洲的海峽，位於葛拉漢地，處於迪維爾島和茹安維爾島之間，寬1至3英里，在1902年由奧托·努登舍爾德率領的瑞典探險隊發現，現時由南極條約體系管理。
63°10′S 56°12′W / 63.167°S 56.200°W